# Vladimir Zvorykin
Vladimir Kozmič Zvorykin (rusky Владимир Козьмич Зворыкин, 17. červencejul./ 29. července 1888greg. – 29. července 1982) byl ruský vynálezce a průkopník televizních technologií. Vynalezl televizní přenosový a přijímací systém jež pracoval s katodovými trubicemi — ikonoskop. Vzdělání získával v Rusku a ve Francii, ale většinu svého života strávil ve Spojených státech. Měl vliv i na vývoj elektronového mikroskopu.

## Život
Vladimir Zvorykin se narodil 29. července 1889 v rodině obchodníka v ruském městě Murom. Byl velice zvídavým dítětem a již od útlého dětství měl možnost číst a získávat zkušenosti. Zajímal se o vědu a jeho otec ho rád podporoval. V Petrohradě zahájil další nezbytná studia. Zde se seznámil s problémem katodových trubic a principu výbojek a zářivek. A právě tady dostal průkopnický nápad – nápad na barevnou televizi. V roce 1919, ve věku třiceti let, odjel natrvalo z Ruska. Řadu let pak pracoval na svých objevech a vynálezech a začátkem třicátých let si nechal patentovat snímací televizní elektronku. Ještě předtím ale sestrojil jednu z variant přijímací obrazovky. Potom ve čtyřicátých letech rozložil paprsek bílého světla na modrou, zelenou a červenou barvu, s jejichž pomocí zkonstruoval barevnou televizi. Zemřel 29. července 1982 ve věku 94 let. Vynalezl také elektronový mikroskop a přístroj pro noční vidění.[zdroj⁠?!]